# Регельскис, Дарюс
Дарюс Регельскис (лит. Darius Regelskis; 15 апреля 1976, Ионава) — литовский футболист, крайний защитник. Выступал за сборную Литвы.

## Биография
Начал заниматься футболом в Ионаве у тренера Гедиминаса Зданевичюса, позже перебрался в Каунас. С сезона 1993/94 начал выступать на взрослом уровне в высшем дивизионе Литвы за клуб «ФБК Каунас». В конце 1990-х годов на время потерял место в составе «Каунаса» и играл за его фарм-клуб — «Кауно Егеряй» в первой и высшей лигах (в 1999 году сыграл за «Кауно Егеряй» 2 матча в А-Лиге, а за «Каунас» в том сезоне не выходил на поле), однако с 2000 года прочно занял место в основе команды. Всего провёл в клубе 13 сезонов, сыграв более 230 матчей в чемпионате. Со своим клубом становился пятикратным чемпионом Литвы (2000—2004), неоднократным обладателем Кубка страны, регулярно играл в еврокубках.
В ходе сезона 2005 года перешёл в «Атлантас» (Клайпеда). Следующий сезон провёл в чемпионате Эстонии в составе таллинской «Левадии», с которой завоевал золотые медали. В 2007 году играл за аутсайдера чемпионата Литвы «Шилуте», а часть сезона 2008 года провёл в составе аутсайдера чемпионата Латвии «Блазма» (Резекне).
В ходе сезона 2008 года перешёл в «Таурас» (Таураге), с которым в том же сезоне победил в первой лиге и следующие два сезона провёл в высшей лиге. Финалист Кубка Литвы 2009 года. В 2011 году перешёл в клуб «Летава» (Ионава), выступал за него до конца карьеры в первой лиге. Стал победителем первой лиги 2012 года, однако его клуб отказался повышаться в классе.
Всего в высшем дивизионе Литвы провёл более 300 матчей, забил 7 голов.
Выступал за юниорскую и молодёжную сборную Литвы. В национальной сборной дебютировал 14 февраля 1997 года в товарищеском матче против Польши. Проведя два матча в 1997—1998 годах, затем долгое время не выступал за сборную. В 2002 году вернулся в команду, но выходил на поле редко и в основном в товарищеских матчах. Победитель Кубка Балтии 2005 года. Всего в 1997—2005 годах сыграл 9 матчей за сборную.

## Достижения
- Чемпион Литвы: 2000, 2001, 2002, 2003, 2004
- Бронзовый призёр чемпионата Литвы: 1998/99
- Обладатель Кубка Литвы: 2001/02, 2004
- Финалист Кубка Литвы: 1997/98, 1998/99, 2008/09
- Чемпион Эстонии: 2006
- Победитель Кубка Балтии: 2005